# TIP31
Un TIP31 és un tipus estàndard de NPN transistor d'unió bipolar que s'utilitza per a aplicacions de potència mitjana. Un TIP31 és complementari amb un TIP32, un transistor bipolar PNP. Els TIP31 són dissenyats com TIP31A, TIP31B, TIP31 per a indicar l'augment de col·lector-base i el col·lector-emissor al voltatge de ruptura. El TIP31 s'envasa en una capsa TO-220. TIP es refereix al transistor Texas Instruments (Plastic) Power. 31 és un identificador arbitrari. La sèrie va ser aparéixer en un full de dades de desembre de 1968 de Texas Instruments